# Nordwestdeutscher Rundfunk

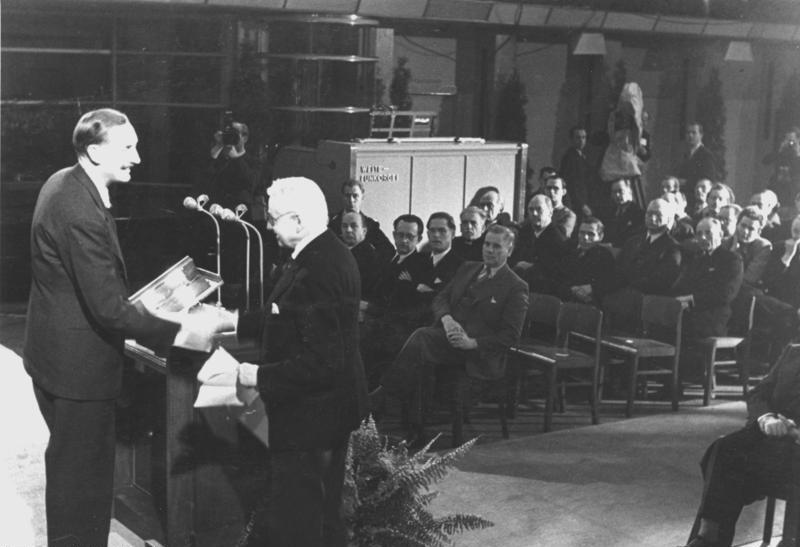
Oprichting van de NWDR op 30 december 1947

De Nordwestdeutsche Rundfunk (NWDR) was een Duitse publieke omroep die zetelde in Hamburg en uitzond voor de deelstaten Hamburg, Nedersaksen, Sleeswijk-Holstein en Noordrijn-Westfalen, alsook tot 1954 voor West-Berlijn. In 1955 werd de NWDR in twee zelfstandige omroeporganisaties (NDR en WDR) opgedeeld en hield met de start van de NDR en WDR op 1 januari 1956 op te bestaan.
De NWDR was lid van de Arbeitsgemeinschaft der öffentlich-rechtlichen Rundfunkanstalten der Bundesrepublik Deutschland (ARD).

## Geschiedenis
Voorganger van de NWDR was de 1924 in Hamburg opgerichte Nordische Rondfunk AG (NORAG). Na het einde van de Tweede Wereldoorlog in mei 1945 stichtte de militaire regering in de Britse bezettingszone Radio Hamburg, die 22 september 1945 als Nordwestdeutscher Rundfunk (NWDR) een gemeenschappelijke omroep voor de gehele Britse zone werd.

Het uitzendgebied: De Britse bezettingszone

In 1948 werd de NWDR in Duitse handen overgedragen en in een publieke omroep voor de deelstaten Hamburg, Nedersaksen, Sleeswijk-Holstein, Noordrijn-Westfalen en West-Berlijn omgezet. Aangezien Bremen en Bremerhaven Amerikaanse exclaves waren in de Britse bezettingszone, was Radio Bremen nooit onderdeel van de NWDR. Tot op de dag vandaag is Radio Bremen een zelfstandige omroep binnen de ARD.
Op 1 juni 1954 scheidde de nieuw opgerichte Sender Freies Berlin (SFB) zich af van de NWDR om zo voor de deelstaat Berlijn een zelfstandig programma uit te zenden. Als gevolg van een nieuwe indeling van de overige deelstaten in februari 1955 werd de NWDR in twee zelfstandige omroepen opgedeeld. Op 1 januari 1956 startten de beide nieuwe omroepen met eigen radio-uitzendingen.